# Matra Mistral
Mistral är en luftvärnsrobot som tillverkas av det europeiska konsortiet MBDA.

## Historia
Utvecklingen av SATCP (Sol Air a Tres Court Portee), den franska bärbara roboten som senare skulle bli Mistral, påbörjades år 1974. Mistral kom i aktiv tjänst år 1988.

## Varianter

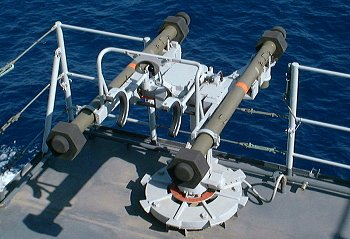
Simbad luftvärnsmissilsystem

Grundmodellen av Mistral-roboten används tillsammans med en bärbar avfyrningsenhet. Det finns även avfyrningsenheter som tillåter roboten att avfyras från pansarfordon, fartyg eller helikoptrar (såsom Gazelle-helikoptern, Rooivalk eller Tiger).
Enheten med dubbla robotar som installeras på fartyg kallas Simbad. Varianten med sex robotar kallas Sadral, båda används bland andra av den finska marinen.

## Användning
Mistral kom i serieproduktion år 1989 och används nu av 37 arméer i 25 länder. Över 16 000 robotar har beställts.
Mistral är i användning eller beställd av 25 länder, däribland Finland, Frankrike, Ungern, Oman och Sydafrika.

## Liknande vapen
- FIM-92 Stinger
- 9K38 Igla
- Robotsystem 70